# Teslice

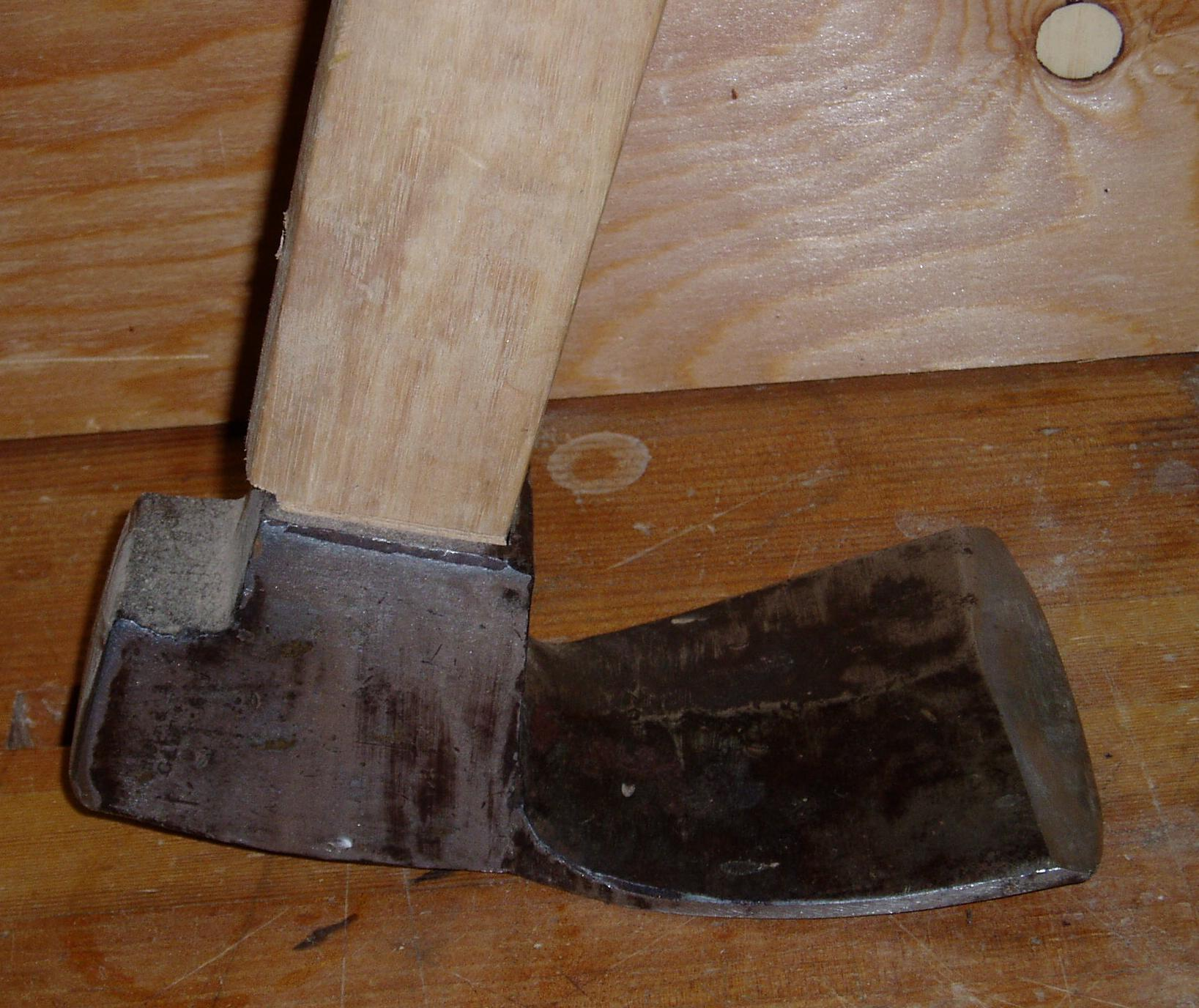
Teslice

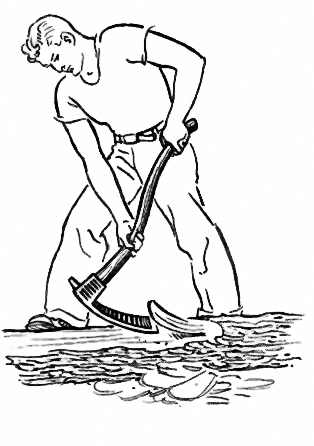
Muž používající teslici na poražený strom

Teslice patří mezi sekery, je používána na opracování dřeva kupř. zhotovení a dočištění tesařských spojů, při ruční výrobě nárožních a úžlabních krokví, zhotovování dřevěných žlabů, okapů a v řezbářství na odebrání přebytečného materiálu.
Podle tvaru se teslice rozdělují na rovné a obloukovité. Teslice může být jednoruční či obouruční.
Teslice se skládá z topora a hlavy sekery. Zvláštností teslic oproti jiným sekerám je příčné uložení ostří k toporu. Tato tesařská sekera se v dnešní době již příliš nevyužívá. Její uplatnění je zejména při restaurování starých krovů a v řezbářství.